# 북치기벌속
북치기벌속(Synoeca, Drumming wasp)은 군대벌(Warrior wasp)로도 알려져 있으며, 아메리카 대륙의 열대우림에 서식하는 진사회성 쌍살벌 속이다. 이 녀석들은 공격적인 행동, 둥지를 지키는 여러 마리의 곤충들이 날개를 동일한 동작으로 붕붕대는 위협 행위(en:Threat display), 극도로 고통스러운 독침으로 유명하다. 독침은 미늘 모양이어서 독침을 찌른 벌은 꿀벌처럼 높은 확률로 죽게 되는데, 이는 왜 이렇게 돋보이는 방어 행위를 하는지에 대한 이유가 될지 모른다. 위협 행위는 둥지 내부를 두드리는 것으로 시작해서 수백 마리의 벌이 둥지 외피 위로 나와서 두드리기를 계속하는 것으로 이어지며, 이래도 물러나지 않는다면 독침으로 공격하기 시작한다.

## 분포와 서식지
북치기벌속은 아메리카 대륙의 열대, 아열대 지역에서 널리 서식한다. S. septentrionalis는 대개 그 범위의 북부에서 발견되는데, 북쪽으로는 멕시코에서, 중앙아메리카를 가로질러, 남아메리카 북부에까지 서식하며 남쪽으로는 브라질에까지 뻗어있다. 북치기벌속의 다른 종들은 주로 남아메리카에서 발견되는데, 남쪽으로는 아르헨티나에까지 서식한다. 북치기벌속은 열대우림에서 번창하며, 나무에 수목성 둥지를, 보통 굵은 가지 밑에 짓는다. 나무 줄기 표면을 기반삼아 지어진 둥지는 아르마딜로와 닮은 독특한 형태를 띠는데, 그 덕에 서식지에서는 아르마딜로벌(marimbondo-tatu, armadillo wasp)이라 불린다. 이 벌들은 새로운 둥지를 만들기 위해 무리짓는데(en:Swarm behaviour), 여왕벌 한 마리가 일벌 여러 마리를 데리고 새로운 둥지를 지을 장소로 떠난다. 여왕벌은 일벌의 번식행동을 억제하기 위해 페로몬을 활용한다. 한 여왕이 죽고 나면 다른 여왕으로 대체된다. 군체는 16년 동안에까지 유지될 수 있다.

## 독
곤충학자 저스틴 슈미트(en:Justin_O._Schmidt)는 북치기벌속의 독침을 그가 만든 슈미트 독침 고통 지수(en:Schmidt sting pain index)의 높은 순위에 등록하면서 "마치 고문이라도 당하는 것 같다. 활화산에서 흘러나오는 용암의 흐름에 붙들린듯한 느낌이다."라고 서술하였다. 유튜버이자 생태교육가인 코요테 피터슨(en:Coyote Peterson)은 오락 겸 교육적 목적으로 일부러 다양한 곤충들의 독침을 팔뚝에 쏘이곤 했는데, 북치기벌속에 쏘인 느낌에 대해 "통증이 굉장히 빠르게 퍼진다. 총알개미만큼 고통스럽지는 않았지만, 타란툴라사냥벌과 비슷한, 전류가 흐르는 감각이 지속된다. 찌른 곳을 반복해서 찌르는 듯한 느낌이다."고 말했다.
브라질의 연구집단은 북치기벌속의 독침이 불안 치료에 활용할 수 있는 화합물을 함유하고 있다는 것을 밝혀냈는데, 쥐한테 시험해본 결과 디아제팜만큼이나 효과적이었다.

## 하위 종
- Synoeca cyanea Fabricius, 1775
- Synoeca chalibea de Saussure, 1852 (often misspelled as chalybea)
- Synoeca ilheensis Lopes & Menezes, 2017[8]
- Synoeca septentrionalis Richards 1978
- Synoeca surinama Linnaeus 1767
- Synoeca virginea Fabricius, 1804